# (29786) 1999 CO57
A (29786) 1999 CO57 a Naprendszer kisbolygóövében található aszteroida. A LINEAR projekt keretében fedezték fel 1999. február 10-én.